# Horné Srnie
Horné Srnie (in tedesco Oberzerndorf, in ungherese Felsőszernye) è un comune della Slovacchia facente parte del distretto di Trenčín, nella regione omonima.
Fu menzionato per la prima volta in un documento storico nel 1439 con il nome di Possesio seu villa Zerny, quando apparteneva alla Signoria di Sučany. Successivamente passò alla Signoria di Trenčín.